# Hale Creek Bridge
Le Hale Creek Bridge est un pont historique situé près du village de Red Wing, dans le comté de Servier, dans l'Arkansas.

## Historique
Il a été construit en 1919.
Il a été listé dans le Registre national des lieux historiques en 2004.